# Victoria Donda
Pour les articles homonymes, voir Donda et Pérez.
Victoria Analía Donda Pérez (née le 17 septembre 1979 à Buenos Aires) est une avocate et femme politique argentine. Elle est députée depuis 2007.